# 澤列尼蓋 (博羅瓦區)
49°24′31″N 37°47′23″E / 49.40861°N 37.78972°E
澤萊尼亥（烏克蘭語：Зелений Гай）是位於烏克蘭東部的村莊，由哈爾科夫州伊久姆區的博罗瓦市镇負責管轄。該村始建於1750年，面積0.8平方公里，海拔高度144米，2001年人口133，人口密度每平方公里166.7人。